# Mikuláš Kočan
Mikuláš Kočan (Homonna, 1946. február 8. –) szlovák író, költő és drámaíró. Gyermekek és fiatalok számára készült rádiójátékok és televíziós műsorok alkotója.

## Élete
Munkáscsaládban született. A tanulmányait a homonnai gimnázium elvégzése után Pozsonyban folytatta. 1964 és 1969 között a Pozsonyi Színművészeti Főiskola Színházi Karán tanult. 1969-tól a pozsonyi Csehszlovák Televízió később a Szlovák Televízió gyermekeknek és fiataloknak szóló műsorainak dramaturgja, 1996 óta a Literárny týždenník szerkesztője volt.

## Munkássága
A középiskolai tanulmányai idején kezdett el verseket írni, 1965-ben jelent meg az első verseskötete Chvenie (Remegés) címmel. Kezdetben a lírai műfajhoz kötődött, dalszövegekhez közeli költészet írásának szentelte magát. Gyermekkori emlékeivel, a szerelemmel és a szülőföldjével kapcsolatos verseket írt. Később kizárólag a dráma írására fordította az idejét, ahol a társadalom erkölcsi problémáit kritizálta. Vígjátékai humorosan mutatták be a nemzedékek közötti félreértéseket és konfliktusokat. Feltérképezte a torzult személyiségek közötti problémákkal telített kapcsolatokat. Kritikával kezelte a képmutatást, a társadalmi normákat semmibe vevő egoizmust, a karrierizmust, a karakter hiányát, a színlelést. A felnőtteknek szánt munkái mellett gyermekek és fiatalok számára is írt műveket.

## Művei

### Költészet
- Chvenie (1965) Remegés, versgyűjtemény
- Nevesta v daždi (1970) Menyasszony az esőben, versgyűjtemény
- Z blata a slamiek (1974) Sárból és szalmából, versgyűjtemény

### Gyerekek és fiatalok számára
- Hrúbky (1965) Vastagság, rádiójáték
- Niet tu miesta pre holuby (1966) Nincs hely a galamboknak, rádiójáték
- Aspoň jeden deň so slonom (1966) Legalább egy nap elefánttal, költői mese
- Bračekovci (1972) Braček család, tévéjáték
- Súčet (1974) Összeg, televíziós játék
- Lakmus (1976) tévéjáték
- Cena priateľstva (1979) A barátság ára, televíziós játék

### Színházi előadások
- Kastelán (1976) A gondnok
- Závrat (1977) Szédülés
- Kolotoč (1979) Körhinta
- Gadžovia (1981)
- Playback (1983) Visszajátszás
- Horúci zemiak (1985) Forró krumpli
- Húsky, húsky, kam letíte (1991)
- Diabol (1994) Az ördög

### Filmforgatókönyv
- Slovensko oslobodené (1970) Szlovákia felszabadult, tévéfilm[1]

## Fordítás
- Ez a szócikk részben vagy egészben  a   Mikuláš Kočan című szlovák Wikipédia-szócikk ezen változatának fordításán alapul.  Az eredeti cikk szerkesztőit annak laptörténete sorolja fel. Ez a jelzés csupán a megfogalmazás eredetét és a szerzői jogokat jelzi, nem szolgál a cikkben szereplő információk forrásmegjelöléseként.